# Telegraph (Schiff, 1814)
Telegraph war das zweite Dampfschiff, das auf dem Fluss Yare verkehrte, und im Jahre 1817 das erste Dampfschiff Europas, dessen Dampfkessel explodierte.

## Geschichte
Nachdem man mit der Experiment im Jahre 1813 auf dem River Yare eine regelmäßige Verbindung zwischen Yarmouth und Norwich etabliert hatte, beschlossen die Brüder Richard und John Wright ein zweites Schiff zu bauen. Die Kiellegung der Telegraph erfolgte in Yarmouth und noch 1814 lief sie vom Stapel. Als Antrieb erhielt sie eine 10 PS starke Dampfmaschine, die zwei seitlich angebrachte Schaufelräder drehte. Die Maschine war mittschiffs installiert und der ausgestoßene Dampf wurde durch ein Rohr, das mit einem Ventil versehen war, ins Wasser geleitet. Weitere Schiffsdaten sind nicht bekannt. Aber das Schiff war sicher nicht viel länger als die Experiment, da der Yare in Norwich nur etwa 20 m breit ist und so wird die Länge etwa 15–20 m betragen haben. Die Dampfmaschine funktionierte nicht so gut wie die der Experiment.
Ab 1814 verkehrte die Telegraph als Passagierschiff auf derselben 42 km langen Strecke zwischen Yarmouth und Norwich wie die Experiment, so dass nun täglich ein Schiff in jede Richtung fuhr. Nach der Fertigstellung der Courier, die die Experiment ersetzte, fuhr sie im Wechsel mit diesem Passagierdampfer. Um die Seetüchtigkeit des Schiffes zu prüfen, verlegte man nach neunmonatigem Einsatz auf dem Yare das Schiff nach Sheerness an der Mündung des River Medway. Hier verkehrte sie nun auf einer etwa 20 km langen Strecke auf dem Medway zwischen Sheerness und Chatham. Es zeigte sich jedoch, dass die Dampfmaschine zu schwach war für die starke Strömung des Medway, und so wurde die Telegraph nach ein paar Wochen wieder auf der alten Route eingesetzt. Zuvor musste jedoch der Dampfkessel repariert werden, der durch den Einsatz von Meerwasser Salzablagerungen hatte und korrodiert war.

## Das Ende derTelegraph
Am Karfreitag, den 4. April 1817 nahm die Telegraph an der Foundry Bridge in Norwich 22 Passagiere an Bord. Wenige Meter nach dem Start explodierte der Dampfkessel. Neun Passagiere, fünf Männer, drei Frauen und ein Kind, die sich in der Vorder- und Hinterkabine aufhielten, wurden sofort getötet. Sechs weitere wurden zum Teil schwer verletzt und in ein Krankenhaus gebracht. Ein Mann war so stark verletzt, dass er seinen Verletzungen im Krankenhaus erlag. Die übrigen sieben Passagiere blieben unverletzt oder wurden nur sehr leicht verletzt. Der Ingenieur des Schiffes erlitt starke Verbrennungen.
Als Ursache wurde ein defekter Dampfkessel identifiziert. Es gibt Berichte, wonach am gleichen Tag ein neues Dampfschiff als Konkurrenz von dem Ingenieur Thomas Watts in Betrieb genommen worden sein soll. Da der Ingenieur der Telegraph befürchtete, dass sein Schiff dem neuen unterlegen sein könnte, soll er das Sicherheitsventil mit einem Gewicht von etwa 6,4 kg beschwert haben, um so den Dampfdruck zu erhöhen und die Leistung der Maschine zu steigern. Dies soll schließlich zum Unglück beigetragen haben. John Wright, der Besitzer der Telegraph, musste insgesamt £ 10.000 Entschädigung an die Geschädigten und Hinterbliebenen bezahlen.
Nach dem Unglück verabschiedete sich John Wright von der Dampfschifffahrt. Die Courier wurde für den Antrieb durch Pferde umgebaut.